# Cruzeiro do Sul (Acre)
Cruzeiro do Sul – miasto w Brazylii, w stanie Acre, położone przy granicy z Peru i stanem Amazonas, nad rzeką Juruá. Jest drugim pod względem liczby ludności miastem stanu Acre, po jego stolicy - Rio Branco.
Nazwa miasta oznacza po portugalsku "Krzyż Południa".